# Рекреаційна діяльність
Рекреаці́йна дія́льність — управлінські та економічні заходи, що спрямовані на використання вільного часу для оздоровчої, лікувальної та культурної діяльності.

## Етапи розвитку рекреаційної діяльності
1. Передісторія рекреації;
2. XIX — початок ХХ ст. — етап елітарної рекреації. Зародження масового туризму;
3. Поч. ХХ — Другої Світової Війни — масова рекреація, як активний спосіб відпочинку;
4. Після Другої Світової Війни до поч. XXI ст. — етап розвитку рекреаційної діяльності;
5. Етап перетворення рекреаційної діяльності — потужне соціо-культурне явище рекреаційної географії виступає як комунікаційний складник глобалізаційних процесів.

## Передумови потужного розвитку рекреаційної діяльності в сучасний час
1. Збільшення вільного часу
2. Зростання потреб людей у рекреації
3. Рекреаційні послуги стали доступнішими для різних верств населення

## Фактори, які стимулюють рекреаційну діяльність
1. Соціально-економічні (доступність послуг та ціни на них);
2. Демографічний чинник (статево-вікова група населення);
3. Форма зайнятості рекреантів;
4. Ресурсно-екологічні особливості регіону;
5. Геополітичні фактори (безпека території);
6. Соціально-психологічні фактори (мова, ментальність);

## Властивості рекреаційної діяльності
1. Функціональна різноманітність;
2. Комбінування видів рекреації(найбільш можливі на морі);
3. Циклічність(можливість повторення рекреації через певний проміжок часу).

## Функції рекреаційної діяльності
1. Медико-біологічні
2. Соціокультурні
3. Екологічні
4. Економічні

## Класифікація
1. Основна одиниці — мотив (потреби в рекреації)
2. Оздоровча рекреація (спортивна, активно-відпочинкова і т. д.)
3. Культурно-пізнавальна
4. Розважальна

## Класифікація за ресурсами і за характером їх використання
1. Лікувальна рекреації:
  1. Кліматолікування;
  2. Бальнеолікування;
  3. Грязелікування;
2. Оздоровча рекреація:
  1. Маршрутопрогулянкова;
  2. Спортивна;
  3. Водноспортивна;
  4. Рибальство/полювання;
  5. Купально-пляжна;
3. Культурно-пізнавальна рекреація:
  1. Натуралістична
  2. Культурно-історична
4. Розважальна рекреація:
  1. Театрально-концертна
  2. Активно-відпочинкова
  3. Гастрономічна
  4. Шопінгова

## Класифікація рекреаційної діяльності
| За характером використовуваних транспортних засобів | Автомобільна (індивідуальна), автобусна, авіаційна (рейсова і чартерна), залізнична, теплохідна (морська, річкова, круїзна) |
| За ступенем рухливості                              | - Стаціонарна — Кочова |
| За кількістю учасників                              | - Індивідуальна — Групова |
| За віковою ознакою                                  | — Дитяча — Доросла — Змішана |
| За характером організації                           | - Регламентована (планова) — Самодіяльна: організована, неорганізована |
| За сезонністю                                       | — Цілорічна — Сезонна: літня, зимова |
| За територіальною ознакою                           | — Приміська (місцева) — Внутрішньорайонна (загальнодержавна) — Міжнародна |
| За тривалістю                                       | — Короткочасна — Тривала |
| За правовим статусом                                | — Національна (внутрішня) — Міжнародна (іноземна) |
| За характером використання рекреаційних ресурсів    | - Кліматолікувальна, бальнеологічна, грязелікувальна — Маршрутна, прогулянкова і спортивна, промислово-прогулянкова, купально-пляжна, водно-спортивна, водно прогулянкова, підводне плавання, риболовля, мисливська, гірськолижна, альпінізм — Натуралістична, культурно-історична |
| За головним мотивом рекреації                       | — Лікувальна — Оздоровча і спортивна — Пізнавальна |
| --------------------------------------------------- | --- |